# Marie Jurnečková-Vorlová
Marie Jurnečková-Vorlová (29. března 1894 Drásov – 23. února 1970 Praha) byla československá politička a meziválečná poslankyně Národního shromáždění za Československou sociálně demokratickou stranu dělnickou.

## Biografie
Původní profesí byla učitelkou, prozději působila jako pracovnice sociální poradny hlavního města Prahy. Byla jednatelkou Výzkumného a zkušebního ústavu pro domácí hospodaření. Ve 30. letech byla představitelkou mladší generace sociálně demokratických žen. Profesí byla sociální pracovnice. Podle údajů z roku 1935 bydlela v Praze.
Ve parlamentních volbách v roce 1929 získala za Československou sociálně demokratickou stranu dělnickou poslanecké křeslo v Národním shromáždění. Mandát obhájila i v parlamentních volbách v roce 1935. Poslanecký post si oficiálně podržela do zrušení parlamentu roku 1939, přičemž ještě v prosinci 1938 přestoupila do poslaneckého klubu nově utvořené Národní strany práce.
Za druhé světové války pobývala spolu se svým manželem Ing. Václavem Vorlem, zástupcem Československé zbrojovky, v exilu ve Velké Británii. V období let 1940–1945 byla členkou Státní rady Československé v Londýně. V roce 1945 se vrátila do Československa a pracovala na ministerstvu sociální péče.